# Centrorhynchus tumidulus
Centrorhynchus tumidulus är en hakmaskart som först beskrevs av Rudolphi 1819.  Centrorhynchus tumidulus ingår i släktet Centrorhynchus och familjen Centrorhynchidae. Inga underarter finns listade i Catalogue of Life.